# Rainbow Dome Musick
Rainbow Dome Musick este un album ambient lansat în 1979 de către Steve Hillage, în colaborare cu partenerul său Miquette Giraudy.

## Personal
- Steve Hillage – chitară solo, chitară electrică, glissando chitară, Fender Rhodes, ARP, sintetizator, sintetizator Moog.
- Miquette Giraudy – sequencer dublu, Fender Rhodes, ARP Omni, clopote Tibetane .
- Rupert Atwill – Eventide harmoniser.

## Lista pieselor
1. "Garden of Paradise" – 23:15
2. "Four Ever Rainbow" – 20:30

## Detalii de înregistrare
- Înregistrat la studioul Om, în Ianuarie 1979, pentru  Rainbow Dome la Festivalul pentru Minte-Trup-Spirit, Olympia Londra, Aprilie 21–29, 1979.
- Inginer de echipament: John Newsham.
- Rainbow Dome concept de Rupert Atwill.
- Design-ul copertei: Rupert Atwill/Laserphaze.